# AGM-64 Hornet
Hornet ([ˈhɔːrnɪt] [ˈhɔːnɪt], с англ. — «шершень», войсковой индекс — AGM-64) — американская противотанковая управляемая ракета класса «воздух—поверхность». Предназначалась для борьбы с бронетехникой противника, танками и другими образцами сухопутной военной техники. Была разработана компанией North American Aviation по заказу ВВС США. Проект финансировался ВВС США одновременно с аналогами, в первую очередь AGM-65 Maverick, реализующей идентичную систему наведения, которой в итоге было отдано предпочтение (за рубежом конкуренцию составляла англо-французская УРВП AS-37/AJ.168 Martel). Несмотря на то, что финансирование разработки ракеты в конечном итоге было прекращено, на основе полученного задела впоследствии была создана ракета AGM-114 Hellfire, в модифицированном виде находящаяся на вооружении военно-воздушных сил различных государств до настоящего времени.

## Предыстория
В первой половине 1960-х гг. ВВС США инициировали программу разработки авиационных противотанковых управляемых ракет под интеграцию в комплексы управляемого вооружения самолётов (Anti-Tank Guided Aircraft Rocket, сокр. ATGAR). В 1962 году ракетостроительное подразделение компании North American Columbus в Колумбусе, штат Огайо, в инициативном порядке разработало и предложило на рассмотрение командования ВВС свой аванпроект, который был принят к дальнейшей проработке. Несмотря на то, что программа была закрыта, с компанией North American в 1963 году был заключён контракт на проведение опытно-конструкторских работ по разработке ракеты, которой был присвоен индекс опытного образца ZAGM-64A.

## История
Разработка
Специальное тактико-техническое задание № 215 Военно-воздушных сил (Air Force Specific Operational Requirement 215) предусматривало разработку семейства ракет с электронно-оптическим (телевизионным) наведением. Программа работ по теме Hornet предусматривала демонстрацию боевых возможностей управляемых противотанковых ракет класса «воздух—поверхность» (feasibility demonstration of an anti-tank air-to-surface missile).  Субподрядчиком по разработке системы наведения выступала компания Texas Instruments в Далласе, штат Техас.
Испытания
Испытания новой электронно-оптической системы наведения с самолёта велись в 1963 году в Форт-Ноксе, штат Кентукки. Программа лётных испытаний ракеты Hornet продолжалась с 1964 по 1966 годы. В 1964 году начались пуски ракет с головками самонаведения, запускаемых с разматывающейся хордой (captive tests) с истребителя F-100F. Первые опытные пуски ракет без хорды в рамках программы лётных испытаний проводились с декабря 1964 года. В марте 1965 года ВВС США заключили контракт с North American на изготовление установочной партии ракет в количестве 12 шт. для испытаний на Авиационном испытательном полигоне в Эглине, штат Флорида. Статистика испытательных стрельб по наземным мишеням 12 ракетами, оснащёнными инертной боевой частью и полнофункциональной головкой самонаведения, дала в итоге 6 попаданий, 6 промахов или отказов тех или иных подсистем ракет (то есть, вероятность попадания для них составляла 50/50).
Дальнейшее развитие задела
North American сохранила и приумножила полученные наработки, на базе которых впоследствии была разработана УРВП AGM-114 Hellfire, входящая в комплекс управляемого вооружения современных серийных боевых вертолётов.

## Устройство
Ракета имела оптико-электронную (телевизионную) систему наведения. Двигательная установка ракеты представляла собой твердотопливный ракетный двигатель быстрой выработки с топливом высокой интенсивности сгорания. Управление полётом ракеты осуществлялось посредством крестообразного хвостового оперения, сигналы управления с летательного аппарата преобразовывались в электрические импульсы на приводы рулевых поверхностей ракеты. Захват цели головкой самонаведения ракеты осуществлялся до пуска, в полёте бортовая электроника ракеты сопоставляла входящее изображение с зафиксированным в момент пуска и корректировала параметр возникающий отклонения от цели.

## Характеристики
Источники информации :

### Сравнительная характеристика
| Критерий оценки                | HORNET   | MAVERICK    |
| ------------------------------ | -------- | ----------- |
| Эффективная дальность стрельбы | уступает | превосходит |
| Масса боевой части             | уступает | превосходит |
| Вероятность поражения цели     | уступает | превосходит |

### Тактико-технические характеристики
Общие сведения
- Самолёт-носитель — F-4, F-5, F-100F, F-105
- Категории поражаемых целей — тяжёлая бронетехника
- Дальность до цели — до 4000 метров

Массо-габаритные характеристики опытных прототипов
- Длина — 6 футов (1830 мм)
- Диаметр корпуса — 7 дюймов (178 мм)
- Масса ракеты с инертной БЧ — 100 фунтов (45 кг)

Система наведения
- Система наведения — телевизионная
- Устройство наведения ракеты на цель — оптико-электронная станция наведения
- Сектор обзора — Н/Д

Аэродинамические характеристики
- Аэродинамическая компоновочная схема — нормальная

Боевая часть
- Тип БЧ — кумулятивная
- Тип предохранительно-исполнительного механизма — дистанционного действия, радиолокационный, срабатывание на объём

Двигательная установка
- Тип ДУ — РДТТ